# Voltio
Julio Irving Ramos Filomeno, alias Voltio, est un chanteur portoricain de reggaeton. Son pseudonyme Voltio provient d'un accident alors qu'il travaillait comme électricien.

## Carrière
Il a rappé sur le morceau de salsa Mi Libertad, reprise de Frankie Ruiz par Jerry Rivera, sur Hachero pa' un palo, une autre salsa de La Sonora Ponceña, Amor de una noche (2005) et Ella Volvio (2006) de N'Klabe, sur les remixes reggaeton de Jagged Edge So Amazing, Christina Milian Dip It Low, ainsi que sur le titre de Ricky Martin I Am. Pour son tube El Bumper il a invité Pitbull et Lil Rob. Il interprète notamment des rythmes de salsaton comme En Mi Puertorro avec Andy Montañez.

## Retraite musicale
Le 26 mai 2014, il annonça sa retraite musicale, en précisant : « Je ne suis plus pour ceci, Christ m'a appelé tellement de fois et je sens que celle-ci peut être la dernière. Je me suis toujours porté mal, mon sac à dos était rempli de péchés, mais déjà cela est passé ».
Depuis octobre 2015, il conduit un programme de radio avec Héctor el Father appelé Maranatha Radio Ministres.

## Albums
- Voltage/AC (White Lion/Sony, 2004)
- Voltio (White Lion/Sony, 2005)
- En Lo Claro (2007)
- Frente a Frente (avec Vico C/Sony, 2013)

## Singles
- « Guasa guasa » Voltio & Tego Calderón, 2004. (Disses Lito y Polaco and Pina Records)
- « Julito Maraña », 2004
- « Bumper », 2004
- « Bumper (Remix) » feat. Pitbull et Lil Rob, 2005
- Chulin Culín Chunfly" feat. Calle 13, 2005
- Chulin Culín Chunfly (Street Mix)" feat. Calle 13 et Three 6 Mafia, 2005
- « Se Van, Se Van » feat. Tego Calderón, 2005
- « Chevere » feat. Notch